# Nordische Skiweltmeisterschaften 1927/Teilnehmer (Italien)
| Goldmedaillen | Silbermedaillen | Bronzemedaillen |
| ------------- | --------------- | --------------- |
| —             | —               | —               |

Das Gastegeberland Italien nahm an den Nordischen Skiweltmeisterschaften 1927 in Cortina d’Ampezzo mit einer Delegation von etwa 40 Athleten teil, von denen derzeit 14 namentlich bekannt sind.
Die italienischen Skiläufer vermochten keine Podestplätze zu erobern, verzeichneten aber sechs Top-10-Plätze. Am erfolgreichsten schnitt der Südtiroler Matthias Demetz mit dem vierten Rang im Dauerlauf über 50 km ab. Vordere Plätze erreichte auch Daniele Pellissier mit den Rängen 8 und 9 in den beiden Skilangläufen über 18 und 50 km sowie Vitale Venzi mit den Ränge 6 und 8 im Skispringen bzw. der Nordischen Kombination und Luciano Zampatti mit Platz 10 im Sprunglauf.

## Die Teilnehmer und ihre Ergebnisse
| Sportler            | Verein                     | Skilanglauf 18 km | Skilanglauf 50 km | Skispringen K-50 | Nordische Kombination |
| ------------------- | -------------------------- | ----------------- | ----------------- | ---------------- | --------------------- |
| Felice Alberti      |                            | 25.               | 22.               | –                | –                     |
| Achille Bacher      | Formazza                   | 18.               | –                 | –                | –                     |
| Silvio Confortola   | Valfurva                   | –                 | 21.               | –                | –                     |
| Matthias Demetz     | DASC Ladinia in St. Ulrich | 21.               | 4.                | –                | –                     |
| Luigi Faure         | Sci Club Sauze d’Oulx      | 35.               | –                 | 12.              | 18.                   |
| Adriano Fingo       |                            | –                 | –                 | 15.              | –                     |
| Beniamino Gally     |                            | –                 | –                 | 24.              | –                     |
| ? Giacomelli        |                            | 29.               | –                 | –                | –                     |
| Ferdinand Glück     | DASC Ladinia in St. Ulrich | 22.               | 13.               | –                | –                     |
| Pio Imboden         | Formazza                   | 24.               | –                 | –                | 22.                   |
| P. Lacedelli        |                            | –                 | 20.               | –                | –                     |
| Enrico Moiso        |                            | –                 | –                 | 26.              | –                     |
| ? Ottoz             |                            | –                 | 12.               | –                | –                     |
| Domenico Patterlini |                            | ?                 | –                 | 33.              | 23.                   |
| Daniele Pellissier  | Valtournenche              | 8.                | 9.                | –                | –                     |
| ? Pompanin          |                            | –                 | –                 | 32.              | –                     |
| G. Rossi            |                            | –                 | 15.               | –                | –                     |
| R. Rossi            |                            | –                 | 18.               | –                | –                     |
| ? Senoner           |                            | –                 | 23.               | –                | –                     |
| Erminio Sertorelli  | Bormio                     | –                 | 17.               | –                | –                     |
| Antonio Toffoli     |                            | –                 | 10.               | –                | –                     |
| ? Valci             |                            | –                 | 11.               | –                | –                     |
| ? Valente           |                            | –                 | –                 | 35.              | –                     |
| Vitale Venzi        |                            | 32.               | –                 | 6.               | 8.                    |
| Attilio Vuerich     |                            | 31.               | 25.               | –                | –                     |
| D. Vuerich          |                            | –                 | 26.               | –                | –                     |
| Luciano Zampatti    |                            | –                 | –                 | 10.              | –                     |
| Ernesto Zardini     | Sci Club Cortina           | –                 | –                 | 31.              | –                     |